# 稲葉村 (静岡県)
稲葉村（いなばむら）は静岡県の中部、志太郡に属していた村である。現在の藤枝市中部、瀬戸川中流域にあたる。

## 地理
- 山：京塚山
- 河川：瀬戸川

## 歴史
- 1889年（明治22年）4月1日 - 町村制の施行により、稲葉堀ノ内村、谷稲葉村、助宗村、寺島村、宮原村、瀬古村が合併して発足。
- 1954年（昭和29年）3月31日 - 藤枝町（大覚寺上・大覚寺下を除く）、青島町、高洲村、大洲村、葉梨村と合併して藤枝市が発足。同日稲葉村廃止。

## 交通

### 道路
現在は国道1号藤枝バイパスが旧村域を通過し、谷稲葉インターチェンジが所在するが、当時は未開通。